# Лежановка
Лежановка (укр. Лежанівка) — село в Гримайловской поселковой общине Чортковского района Тернопольской области Украины.
До 2020 года входило в Гусятинский район.
Код КОАТУУ — 6121683701. Население по переписи 2001 года составляло 254 человека.

## Географическое положение
Село Лежановка находится на правом берегу реки Гнилая,
выше по течению на расстоянии в 0,5 км расположено село Буцыки,
ниже по течению на расстоянии в 1 км расположено село Белиновка.
Рядом проходит автомобильная дорога Т-2002.

## История
- 1415 год — дата основания.

## Объекты социальной сферы
- Клуб.

## Достопримечательности
- Братская могила советских воинов.